# منتخب إسبانيا لكرة القدم للهواة
المنتخب الإسباني لكرة القدم للهواة هو الفريق التمثيلي للهواة لإسبانيا في كرة القدم .
تم تشكيله في الخمسينات للمشاركة في ألعاب البحر الأبيض المتوسط، كأس الاتحاد الأوروبي للهواة، وحتى عام 1988، دورات كرة القدم في الألعاب الأولمبية الصيفية.